# Давуда, Инуса
Инуса Давуда (нем. Inusa Dawuda, род. 12 августа 1970, Аккра) — немецкий музыкант, певец и саунд-продюсер, автор известных хитов «Rumours (Digi Digi)», «Rub-A-Dub Girl», «Down Down Down», «We Want More», бывший чемпион по боксу, уроженец Ганы.

## Биография
Инуса родился в Гане, подростком переехал с родителями в Германию. Большую часть жизни провел в Гамбурге. Активно занимался спортом и в начале 90-х стал многократным чемпионом северной Германии по боксу в тяжелом весе. Инуса с детства увлекался музыкой, играл на саксофоне. Первые успехи на музыкальном поприще пришли к нему в середине 90-х. Собрав команду играющую всеми любимые хиты от Джеймса Брауна до Боба Марли, Инуса объездил всю Германию и близлежащие страны, но уже через пару лет понял, что его призвание — творить, а не перепевать чужие песни. Инуса меняет музыкальную стилистику, берет уроки вокала и записывает свой первый хит Morning Light, разошедшийся миллионным тиражом на всемирно известном сборнике Café del Mar и ставший гимном клубной культуры 2006 года.
В период с 2006 по 2010 он записал свои самые известные хиты «Rumours (Digi Digi)», «Rub-A-Dub Girl», «Down Down Down», «We Want More».
Инуса не потерял любовь к спорту и остается активным болельщиком. Его трек We Want More стал неофициальным гимном чемпионата мира по футболу в Германии, в Гане и в ряде восточноевропейских и средиземноморских стран. После зимних Паралимпийских Игр 2010 в Ванкувере Инуса встретился с российским спортсменом Иреком Зариповым, завоевавшим рекордное количество медалей и принесшим победу российской сборной. Инуса приехал к спортсмену в его родной город Стерлитамак, чтобы поздравить его с победой и посвятил ему выступление с песней We Want More в честь дня рождения героя российского спорта. Инуса так же интересуется мотоспортом и выступил на открытии этапа российского чемпионата по картингу Grand Prix CHINGISKHAN в Татарстане.
Подписал в 2010 году контракт с российским продюсерским центром IKONRussian Fashion Week.